# Barragem do Poio
A Barragem do Poio, ou Barragem de Poio, foi construida sobre o leito da ribeira de Nisa, localizando-se no Município de Nisa, no Distrito de Portalegre, em Portugal. A barragem foi projectada em 1926 e entrou em funcionamento em 1932.

## Barragem
É uma barragem de gravidade em betão. Possui uma altura de 18 m acima da fundação (15 m acima do terreno natural) e um comprimento de coroamento de 278 m. O volume da barragem é de 8.000 m³. Possui uma capacidade de descarga máxima de .. (descarga de fundo) + 110 (descarregador de cheias) m³/s.

## Albufeira
A albufeira da barragem apresenta uma superfície inundável ao NPA (Nível Pleno de Armazenamento) de 1,1 km² e tem uma capacidade total de 6,4 Mio. m³ (capacidade útil de 4,6 Mio. m³). As cotas de água na albufeira são: NPA de .. metros, NMC (Nível Máximo de Cheia) de .. metros e NME (Nível Mínimo de Exploração) de .. metros.